# Cột Đức Mẹ ở Broumov

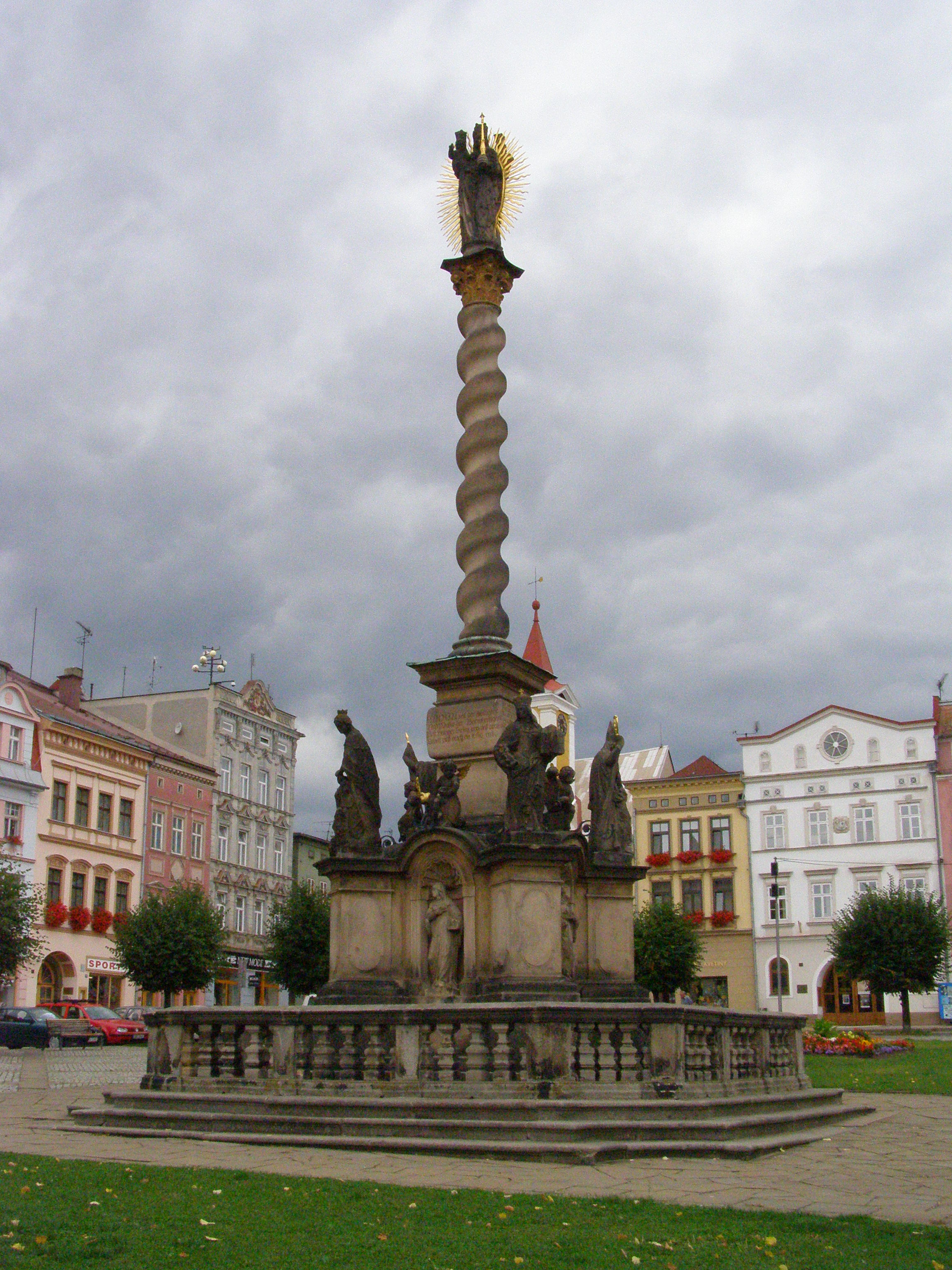
Cột Đức Mẹ ở Broumov (2008)

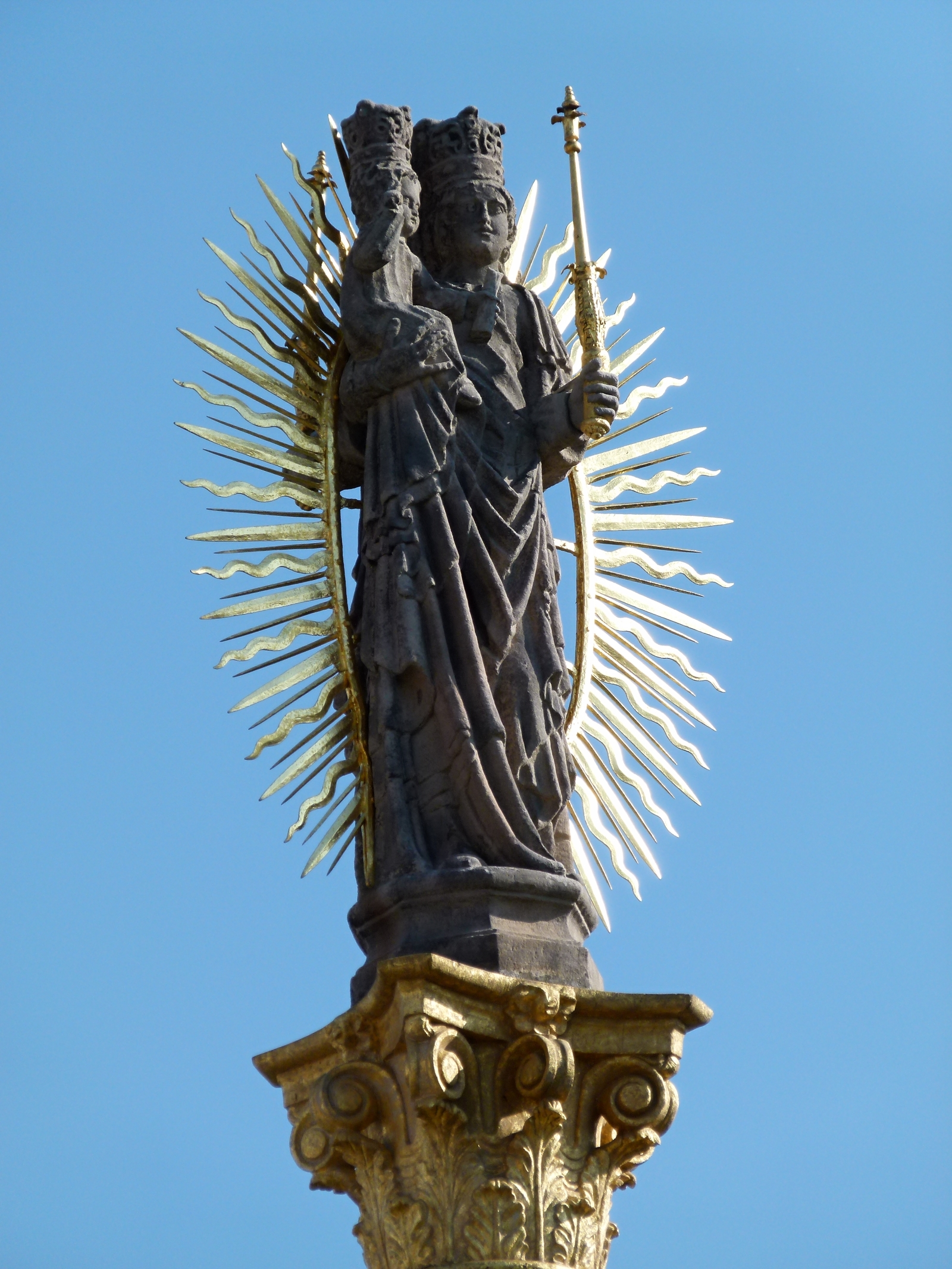
Bức tượng Đức Mẹ và Chúa Giê-su (2018)

Cột Đức Mẹ ở Broumov (tiếng Séc: Mariánský sloup v Broumově) là một trong những tượng đài tôn giáo nổi tiếng về Đức Mẹ, tọa lạc ở quảng trường Mírové tại thị trấn Broumov, huyện Náchod, vùng Královéhradecký, Cộng hòa Séc. Tượng đài này có tên trong danh sách các di tích văn hóa của Cộng hòa Séc.

## Lịch sử
Cột Đức Mẹ ở Broumov được tu viện Broumov xây dựng theo phong cách Baroque vào năm 1706. Tác giả công trình này là nhà điêu khắc Jan Brokoff. Cột Đức Mẹ được Đức Cha Otmar Zinke thánh hiến trọng thể vào ngày 13 tháng 11 năm 1706. Bức tượng Đức Mẹ Đồng trinh ban đầu được thay thế bằng một bức tượng khác lớn hơn về Đức Mẹ và Chúa Giê-su hài đồng vào năm 1728. Tác giả của bức tượng mới là nhà điêu khắc Gottfried Bösewetter. Lễ thánh hiến cho diện mạo mới của công trình diễn ra vào tháng 8 năm 1728.

## Mô tả
Bức tượng ở trên đỉnh cột khắc họa hình ảnh Đức Mẹ Đồng trinh Maria đang bế Chúa Giê-su hài đồng bằng tay phải và cầm một quyền trượng bằng tay trái. Sau lưng bức tượng là vầng hào quang mặt trời đại diện cho các phép lành Ngài ban cho người dân nơi đây. Phần bệ cột cao 2,8 mét. Xung quanh phần bệ là các bức tượng khắc họa các vị Thánh: Thánh Scholastica, Thánh Benedict, Thánh Gunther của Bohemia (Thánh Vintíř), Thánh Procopius, Thánh Margaret, Thánh Hedwig của Silesia, Thánh Wenceslas và Thánh Adalbert của Praha.